# Slovenski Top Model
Slovenski Top Model es un reality show esloveno basado en el formato creado por Tyra Banks, America's Next Top Model que muestra un grupo de concursantes compitiendo entre ellas para obtener un contrato de modelo con la agencia Alen Kobilica Models, un editorial en la revista Elle, un automóvil SEAT Ibiza, y convertirse además en la cara de Maybelline New York para Eslovenia, un paquete de teléfono móvil Orto Muziq por dos años, y un apoyo para lograr una exitosa carrera como modelo.
La competencia es presentada por la supermodelo eslovena Nuša Šenk que además se desempeña como jurado junto a expertos de la moda local.
El primer ciclo se emitió desde el 22 de septiembre de 2010 y la final fue emitida exactamente tres meses después. Maja Fučak de 16 años de Koper fue la ganadora.

## Ciclos
| Ciclo | Fecha de estreno         | Ganadora   | Primer Finalista | Otras concursantes en orden de eliminación | Número de concursantes | Destino Internacional            |
| ----- | ------------------------ | ---------- | ---------------- | --- | ---------------------- | -------------------------------- |
| 1     | 22 de septiembre de 2010 | Maja Fučak | Tina Grebenšek   | Aleksandra Kastrevc, Lejla Šabić (abandona), Senta Margan, Maja Bulog, Samanta Škrjanec, Kamila Perko (quit), Ana Rant, Nika Matavž, Nika Mihelčič, Sara Ana Pelko, Martina Cifer, Lea Bernetič | 14                     | Zakynthos Grado / Milán Belgrado |